# Luciano Cariaga
Luciano Cariaga (Ciudad de Buenos Aires, Argentina; 16 de abril de 1992) es un futbolista argentino. Juega como mediocampista y su actual equipo es Claypole de la Liga Primera C de Argentina.

## Trayectoria
Club Atlético Defensores de Armstrong: tomo la difícil decisión de pasar al clásico rival de la ciudad
Club Atlético Deportivo Barraca: llegó al club luego de su paso por Fénix
Club Atlético Fénix: integró el plantel 
Arsenal de Sarandí: no llegó a debutar en Primera División. 
San Lorenzo de Almagro: llegó a San Lorenzo a pedido de Ricardo Caruso Lombardi

## Clubes
| Club                                  | País      | Año             | Goles |
| ------------------------------------- | --------- | --------------- | ----- |
| Club Atlético Deportivo Barraca       | Argentina | 2017-2018       | 0     |
| Club Atlético Defensores de Armstrong | Argentina | 2018 - 2019     | 0     |
| Club Sportivo Dock Sud                | Argentina | 2019 - 2021     |       |
| Cañuelas Fútbol Club                  | Argentina | 2021 - presente | 6     |